# 岩手県道201号千徳停車場線
岩手県道201号千徳停車場線（いわてけんどう201ごう せんとくていしゃじょうせん）は、岩手県宮古市を通る一般県道である。

## 概要
千徳駅から国道106号までを結ぶ短距離路線である。

### 路線データ
- 実延長：21.6 m
- 起点：千徳停車場（千徳駅）
- 終点：宮古市上鼻二丁目（国道106号交点）

## 地理

### 通過する自治体
- 宮古市

### 交差する道路
- 国道106号

### 沿線の施設など
- JR東日本山田線 千徳駅